# Ministre des Affaires étrangères du Japon
Cette liste présente les ministres des Affaires étrangères du Japon par ordre chronologique.

## Liste des ministres des Affaires étrangères de la restauration Meiji de 1868 jusqu'à la création du Cabinet de 1885
Remarque: Les dates postérieures à 1873 suivent le calendrier grégorien, la date japonaise est indiquée entre parenthèses.
| Titre | Nom | Entrée en fonction | Origine/ appartenance politique |
| Ministre des Affaires étrangères dans le gouvernement de la restauration de Meiji (selon le ōsei-fukko no daigōrei, le « grand décret pour la restauration de la monarchie ») | Ministre des Affaires étrangères dans le gouvernement de la restauration de Meiji (selon le ōsei-fukko no daigōrei, le « grand décret pour la restauration de la monarchie ») | Ministre des Affaires étrangères dans le gouvernement de la restauration de Meiji (selon le ōsei-fukko no daigōrei, le « grand décret pour la restauration de la monarchie ») | Ministre des Affaires étrangères dans le gouvernement de la restauration de Meiji (selon le ōsei-fukko no daigōrei, le « grand décret pour la restauration de la monarchie ») |
| --- | --- | --- | --- |
| gaimu jimu sōsai (外国事務総裁) | Prince Komatsu Akihito | 2 février 1868 (Keiō 4/1/9) | Famille impériale |
| gaimu jimu sōtoku (外国事務総督) | Prince Yamashina Akira | 10 février 1868 (Keiō 4/1/17) | Famille impériale |
| gaimu jimu sōtoku (外国事務総督) | Sanjō Sanetomi | 10 février 1868 (Keiō 4/1/17) | Kuge |
| gaimu jimu sōtoku (外国事務総督) | Date Munenari | 10 février 1868 (Keiō 4/1/17) | Uwajima |
| gaimu jimu sōtoku (外国事務総督) | Higashikuze Michitomi | 10 février 1868 (Keiō 4/1/17) | Kuge |
| gaimu jimu sōtoku (外国事務総督) | Sawa Nobuyoshi | 10 février 1868 (Keiō 4/1/17) | Kuge |
| gaimu jimu kyokutoku (外国事務局督) | Prince Yamashina Akira | 13 mars 1868 (Keiō 4/2/20) | Famille impériale |
| Ministre des Affaires étrangères du Grand Conseil d'État (version réactivée du gouvernement impérial antique.).)                                                              | | | |
| gaimukan chiji (外国官知事) | Date Munenari | 11 juin 1868 (Keiō 4/intercalation-4/21) | Uwajima |
| gaimukan chiji (外国官知事) | Sawa Nobuyoshi | 3 août 1869 (Meiji 2/6/26) | Kuge |
| gaimu-kyō (外務卿) | Sawa Nobuyoshi | 15 août 1869 (Meiji 2/7/8) | Kuge |
| gaimu-kyō (外務卿) | Iwakura Tomomi | 29 août 1871 (Meiji 4/7/14) | Kuge |
| gaimu-kyō (外務卿) | Soejima Taneomi | 15 décembre 1871 (Meiji 4/11/4) | Saga |
| gaimu jimu sōsai (外国事務総裁) | Soejima Taneomi | 13 octobre 1873 (Meiji 6/10/13) | Saga |
| gaimu-kyō (外務卿) | Terashima Munenori | 28 octobre 1873 (Meiji 6/10/28) | Bakushin (ancien obligé des Tokugawa) |
| gaimu-kyō (外務卿) | Inoue Kaoru | 10 septembre 1879 (Meiji 12/9/10) | Chōshū |

## Liste des ministres des Affaires étrangères depuis la création du Cabinet de 1885
| #    | Nom                | Date d'entrée en fonction                                             | Départ                                       | Cabinet | Appartenance politique                                         | Image | Remarques                                      |
| ---- | ------------------ | --------------------------------------------------------------------- | -------------------------------------------- | --- | -------------------------------------------------------------- | ----- | ---------------------------------------------- |
| 1.   | Inoue Kaoru        | 22 décembre 1885                                                      | September 1887                               | Cabinet Itō I | Clique de Chōshū                                               |       |                                                |
| 2.   | Itō Hirobumi       | 17 septembre 1887                                                     | 1888                                         | Itō I | Clique de Chōshū                                               |       |                                                |
| 3.   | Ōkuma Shigenobu    | 1er février 1888 30 avril 1888                                        | 1889                                         | Itō I Cabinet Kuroda | Rikken Kaishintō                                               |       | Premier terme Deuxième terme                   |
| 4.   | Aoki Shūzō         | 24 décembre 1889 6 mai 1891                                           | 1891                                         | Cabinet Yamagata I Cabinet Matsukata I                                                                                                   | Clique de Chōshū                                               |       | Premier terme Deuxième terme                   |
| 5.   | Enomoto Takeaki    | 29 mai 1891                                                           | 1892                                         | Matsukata I | Bakushin                                                       |       |                                                |
| 6.   | Mutsu Munemitsu    | 8 août 1892                                                           | 1896                                         | Cabinet Itō II | Kishū                                                          |       |                                                |
| 7.   | Saionji Kinmochi   | 30 mai 1896 18 septembre 1896                                         | 1896                                         | Itō II Cabinet Matsukata II | Noblesse                                                       |       | Premier terme Deuxième terme                   |
| 8.   | Ōkuma Shigenobu    | 22 septembre 1892                                                     | 1897                                         | Matsukata II | Shinpotō                                                       |       | Troisième terme                                |
| 9.   | Nishi Tokujirō     | 6 novembre 1897 12 janvier 1898                                       | 30. Juni 1898                                | Matsukata II Cabinet Itō III | Clique de Satsuma                                              |       | Premier terme Deuxième terme                   |
| 10.  | Ōkuma Shigenobu    | 30 juin 1898                                                          | 1898                                         | Cabinet Ōkuma I | Kenseitō                                                       |       | Quatrième terme                                |
| 11.  | Aoki Shūzō         | 8 novembre 1898                                                       | 1900                                         | Cabinet Yamagata II | Bureaucratie du ministère                                      |       | Troisième terme                                |
| 12.  | Katō Takaaki       | 19 octobre 1900                                                       | Juni 1901                                    | Cabinet Itō IV | Bureaucratie du ministère                                      |       | Premier terme                                  |
|      | Sone Arasuke       | 2 juin 1901                                                           | September 1901                               | Katsura I | Clique de Chōshū                                               |       |                                                |
| 13.  | Komura Jutarō      | 21 septembre 1901                                                     | 1906                                         | Katsura I | Bureaucratie du ministère                                      |       | Premier terme                                  |
| 14.  | Katō Takaaki       | 7 janvier 1906                                                        | 1906                                         | Saionji I | Bureaucratie du ministère                                      |       | Deuxième terme                                 |
| 15.  | Saionji Kimmochi   | 3 mars 1906                                                           | 1906                                         | Saionji I | Seiyūkai                                                       |       | Deuxième terme                                 |
| 16.  | Hayashi Tadasu     | 19 mai 1906                                                           | 1908                                         | Saionji I | Bakushin                                                       |       |                                                |
| 17.  | Terauchi Masatake  | 14 juillet 1908                                                       | 1908                                         | Katsura II | Armée impériale japonaise                                      |       | Premier terme                                  |
| 18.  | Komura Jutarō      | 27 août 1908                                                          | 1911                                         | Katsura II | Bureaucratie du ministère                                      |       | Deuxième terme                                 |
| 19.  | Uchida Kōsai       | 30 août 1911                                                          | 1912                                         | Saionji II | Bureaucratie du ministère                                      |       | Premier terme                                  |
| 20.  | Katsura Tarō       | 21 décembre 1912                                                      | 1913                                         | Katsura III | Armée impériale japonaise                                      |       |                                                |
| 21.  | Katō Takaaki       | 29 janvier 1913                                                       | 1913                                         | Katsura III | Bureaucratie du ministère                                      |       | Troisième terme                                |
| 22.  | Makino Nobuaki     | 20 février 1913                                                       | 1914                                         | Yamamoto I | Bureaucratie du ministère                                      |       |                                                |
| 23.  | Katō Takaaki       | 16 avril 1914                                                         | 1915                                         | Ōkuma II | Bureaucratie du ministère                                      |       | Quatrième terme                                |
| 24.  | Ōkuma Shigenobu    | 10 août 1915                                                          | 1915                                         | Ōkuma II | Ōkuma Hakukōenkai                                              |       | Quatrième terme                                |
| 25.  | Ishii Kikujirō     | 13 octobre 1915                                                       | 1916                                         | Ōkuma II | Bureaucratie du ministère                                      |       |                                                |
| 26.  | Terauchi Masatake  | 9 octobre 1916                                                        | 1916                                         | Tarauchi | Armée impériale japonaise                                      |       | Deuxième terme                                 |
| 27.  | Motono Ichirō      | 21 novembre 1916                                                      | 1918                                         | Terauchi | Bureaucratie du ministère                                      |       |                                                |
| 28.  | Gotō Shinpei       | 23 avril 1918                                                         | 1918                                         | Terauchi | Bureaucratie du ministère (Naimu-shō)                          |       |                                                |
| 29.  | Uchida Kōsai       | 29 septembre 1918 13 novembre 1921 12 juin 1922                       | 1923                                         | Hara Takahashi Katō | Bureaucratie du ministère                                      |       | Deuxième terme Troisième terme Quatrième terme |
| 30.  | Yamamoto Gonnohyōe | 2 septembre 1923                                                      | 1923                                         | Yamamoto II | Marine                                                         |       |                                                |
| 31.  | Ijūin Hikokichi    | 19 septembre 1923                                                     | Januar 1924                                  | Yamamoto II | Bureaucratie du ministère                                      |       |                                                |
| 32.  | Matsui Keishirō    | 7 janvier 1924                                                        | Juni 1924                                    | Kiyoura | Bureaucratie du ministère                                      |       |                                                |
| 33.  | Kijūrō Shidehara   | 11 juin 1924 30 janvier 1926                                          | 1927                                         | Katō Cabinet Wakatsuki I | Bureaucratie du ministère                                      |       | Premier terme Deuxième terme                   |
| 34.  | Tanaka Giichi      | 20 février 1927                                                       | 1929                                         | Tanaka | Seiyūkai                                                       |       |                                                |
| 35.  | Kijūrō Shidehara   | 2 juillet 1929 14 avril 1931                                          | 1931                                         | Hamaguchi Wakatsuki II | Bureaucratie du ministère                                      |       | Troisième terme Quatrième terme                |
|      | Inukai Tsuyoshi    | 13 décembre 1931                                                      | 1932                                         | Inukai | Seiyūkai                                                       |       |                                                |
| 36.  | Kenkichi Yoshizawa | 14 janvier 1932                                                       | 1932                                         | Inukai | Seiyūkai                                                       |       |                                                |
| 37.  | Saitō Makoto       | 26 mai 1932                                                           | 1932                                         | Saitō | Marine                                                         |       |                                                |
| 38.  | Uchida Kōsai       | 6 juillet 1932                                                        | 1933                                         | Saitō | Bureaucratie du ministère                                      |       | Cinquième terme                                |
| 39.  | Kōki Hirota        | 14 septembre 1933 8 juillet 1934 9 mars 1936                          | 1936                                         | Saitō Okada Hirota | Bureaucratie du ministère                                      |       | Premier terme Deuxième terme Troisième terme   |
| 40.  | Hachirō Arita      | 2 avril 1936                                                          | 1937                                         | Hirota | Bureaucratie du ministère                                      |       | Premier terme                                  |
| 41.  | Senjūrō Hayashi    | 2 février 1937                                                        | März 1937                                    | Hayashi | Armée impériale japonaise                                      |       |                                                |
| 42.  | Naotake Satō       | 3 mars 1937                                                           | Juni 1937                                    | Hayashi | Bureaucratie du ministère                                      |       |                                                |
| 43.  | Kōki Hirota        | 4 juin 1937                                                           | 1938                                         | Konoe I | Bureaucratie du ministère                                      |       | Quatrième terme                                |
| 44.  | Kazushige Ugaki    | 26 mai 1938                                                           | 1938                                         | Konoe I | Armée impériale japonaise                                      |       |                                                |
|      | Fumimaro Konoe     | 30 septembre 1938                                                     | 29 octobre 1938                              | Konoe I | Noblesse                                                       |       |                                                |
| 45.  | Arita Hachirō      | 29 octobre 1938 5 janvier 1939                                        | 1939                                         | Konoe I Hiranuma | Bureaucratie du ministère                                      |       | Deuxième terme Troisième terme                 |
| 46.  | Nobuyuki Abe       | 30 août 1939                                                          | 1939                                         | Abe | Armée impériale japonaise                                      |       |                                                |
| 47.  | Kichisaburō Nomura | 28 septembre 1933                                                     | 1940                                         | Abe | Marine                                                         |       |                                                |
| 48.  | Arita Hachirō      | 16 janvier 1940                                                       | 1940                                         | Yonai | Bureaucratie du ministère                                      |       | Quatrième terme                                |
| 49.  | Yōsuke Matsuoka    | 22 juillet 1940                                                       | 1941                                         | Konoe II | Bureaucratie du ministère                                      |       |                                                |
| 50.  | Teijirō Toyoda     | 18 juillet 1941                                                       | 18. Oktober 1941                             | Konoe III | Marine                                                         |       |                                                |
| 51.  | Shigenori Tōgō     | 18 octobre 1941                                                       | September 1942                               | Tōjō | Bureaucratie du ministère                                      |       | Premier terme                                  |
| 52.  | Hideki Tōjō        | 1er septembre 1942                                                    | 1942                                         | Tōjō | Armée impériale japonaise                                      | 90px  |                                                |
| 53.  | Tani Masayuki      | 17 septembre 1942                                                     | 1943                                         | Tōjo | Bureaucratie du ministère                                      |       |                                                |
| 54.  | Mamoru Shigemitsu  | 20 avril 1943 22 juillet 1944                                         | 1945                                         | Tōjō Koiso | Bureaucratie du ministère                                      |       | Premier terme Deuxième terme                   |
| 55.  | Kantarō Suzuki     | 7 avril 1945                                                          | 1945                                         | Suzuki | Marine                                                         |       |                                                |
| 56.  | Shigenori Tōgō     | 9 avril 1945                                                          | August 1945                                  | Suzuki | Bureaucratie du ministère                                      |       | Deuxième terme                                 |
| 57.  | Mamoru Shigemitsu  | 17 août 1945                                                          | 1945                                         | Higashikuni | Bureaucratie du ministère                                      |       | Troisième terme                                |
| 58.  | Yoshida Shigeru    | 19 mai 1945 9 octobre 1945 22 mai 1946                                | 1947                                         | Higashikuni Shidehara Cabinet Yoshida I                                                                                                  | Bureaucratie du ministère Parti libéral (Japon, 1945–1955)     |       | Premier terme Deuxième terme Troisième terme   |
|      | Katayama Tetsu     | 24 mai 1947                                                           | 1er juin 1947                                | Katayama | Parti socialiste japonais                                      |       |                                                |
| 59.  | Ashida Hitoshi     | 1er juin 1947                                                         | 1948                                         | Katayama | parti démocrate (Japon, 1947–1950)                             |       |                                                |
|      | Ashida Hitoshi     | 10 mars 1948                                                          | 1948                                         | Ashida | Parti démocrate                                                |       | Deuxième terme                                 |
| 60.  | Yoshida Shigeru    | 19 octobre 1948 16 février 1949                                       | 1954                                         | Yoshida II Yoshida III Cabinet Yoshida III (1er remaniement)\| Cabinet Yoshida III (2e remaniement) Cabinet Yoshida III (3e remaniement) | Parti libéral (Japon, (1945–1955)                              |       | Quatrième terme Cinquième terme                |
|      | Katsuo Okazaki     | 30 avril 1952 30 octobre 1952 21 mai 1953                             | 30 octobre 1952 21 mai 1953 10 décembre 1954 | Yoshida III (3e remaniement) Yoshida IV Yoshida V                                                                                        | parti libéral                                                  |       |                                                |
| 61.  | Mamoru Shigemitsu  | 10 décembre 1954 19 mars 1955 22 novembre 1955                        | 1956                                         | Hatoyama I Hatoyama II Hatoyama III | Parti démocratique (Japon) (1954–1955) Parti libéral-démocrate |       | Quatrième terme Cinquième terme Sixième terme  |
|      | Ishibashi Tanzan   | 23 décembre 1956                                                      | 23 décembre 1956                             | Ishibashi | Parti libéral-démocrate                                        |       |                                                |
| 62.  | Nobusuke Kishi     | 23 décembre 1956 25 février 1957                                      | 1957                                         | Ishibashi Kishi I | Parti libéral-démocrate                                        |       |                                                |
| 63.  | Aiichiro Fujiyama  | 10 juillet 1957 12 juin 1958 18 juin 1959                             | 1960                                         | Kishi I (remaniement) Kishi II Kishi II (remaniement)                                                                                    | Parti libéral-démocrate                                        |       |                                                |
| 64.  | Zentaro Kosaka     | 19 juillet 1960 8 décembre 1960 18 juillet 1961                       | 1962                                         | Ikeda I Ikeda II Cabinet Ikeda II (1er remaniement)                                                                                      | Parti libéral-démocrate                                        |       | Premier terme Deuxième terme                   |
| 65.  | Masayoshi Ōhira    | 18 juillet 1962 18 juillet 1963 9 décembre 1963                       | 1964                                         | Cabinet Ikeda II (2e remaniement) Cabinet Ikeda II (3e remaniement) Ikeda III                                                            | Parti libéral-démocrate                                        |       | Premier terme Deuxième terme                   |
| 66.  | Shiina Etsusaburō  | 18 juillet 1964 9 novembre 1964 3 juin 1965 1er août 1966             | 1966                                         | Ikeda III (remaniement) Satō I Cabinet Satō I (1er remaniement) Cabinet Satō I (2e remaniement)                                          | Parti libéral-démocrate                                        |       | Premier terme Deuxième terme                   |
| 67.  | Takeo Miki         | 3 décembre 1966 17 février 1967 25 novembre 1967                      | 1968                                         | Cabinet Satō I (3eremaniement) Satō II Cabinet Satō II (1er remaniement)                                                                 | Parti libéral-démocrate                                        |       | Premier terme Deuxième terme                   |
|      | Eisaku Satō        | 29 octobre 1968                                                       | 30 novembre 1968                             | Satō II (1er remaniement) | Parti libéral-démocrate                                        |       |                                                |
| 68.  | Kiichi Aichi       | 30 novembre 1968 14 janvier 1970                                      | 1971                                         | Cabinet Satō II (2e remaniement) Cabinet Satō III                                                                                        | Parti libéral-démocrate                                        |       | Premier terme Deuxième terme                   |
| 69.  | Takeo Fukuda       | 9 juillet 1971                                                        | 1972                                         | Cabinet Satō III (remaniement) | Parti libéral-démocrate                                        |       |                                                |
| 70.  | Masayoshi Ōhira    | 7 juillet 1972 22 décembre 1972 25 novembre 1973                      | 1974                                         | Tanaka I Tanaka II Cabinet Tanaka II (1er remaniement)                                                                                   | Parti libéral-démocrate                                        |       | Troisième terme Quatrième terme                |
| 71.  | Toshio Kimura      | 16 juillet 1974 11 novembre 1974                                      | 1974                                         | Tanaka II (1. U.) Cabinet Tanaka II (2e remaniement                                                                                      | Parti libéral-démocrate                                        |       |                                                |
| 72.  | Miyazawa Kiichi    | 9 décembre 1974                                                       | 1976                                         | Miki | Parti libéral-démocrate                                        |       |                                                |
| 73.  | Kosaka Zentarō     | 15 septembre 1976                                                     | 1976                                         | Miki (U.) | Parti libéral-démocrate                                        |       | Troisième terme                                |
| 74.  | Iichirō Hatoyama   | 24 décembre 1976                                                      | 1977                                         | Fukuda | Parti libéral-démocrate (Sangiin)                              |       |                                                |
| 75.  | Sunao Sonoda       | 28 novembre 1977 7 décembre 1978                                      | 1979                                         | Fukuda (U.) Ōhira I | Parti libéral-démocrate                                        |       | Premier terme Deuxième terme                   |
| 76.  | Saburo Okita       | 8 novembre 1979                                                       | 1980                                         | Ōhira II | –                                                              |       |                                                |
| 77.  | Masayoshi Itō      | 17 juillet 1980                                                       | 1981                                         | Suzuki | Parti libéral-démocrate                                        |       |                                                |
| 78.  | Sunao Sonoda       | 18 mai 1981                                                           | 1981                                         | Suzuki | Parti libéral-démocrate                                        |       | Troisième terme                                |
| 79.  | Yoshio Sakurauchi  | 30 novembre 1981                                                      | 1982                                         | Suzuki (U.) | Parti libéral-démocrate                                        |       |                                                |
| 80.  | Shintaro Abe       | 27 novembre 1982 27 décembre 1983 1er novembre 1984 28 décembre 1985  | 1986                                         | Nakasone I Nakasone II Cabinet Nakasone II (1er remaniement) Cabinet Nakasone II (2e remaniement)                                        | Parti libéral-démocrate                                        |       |                                                |
| 81.  | Tadashi Kuranari   | 22 juillet 1986                                                       | 1987                                         | Nakasone III | Parti libéral-démocrate                                        |       |                                                |
| 82   | Sōsuke Uno         | 6 novembre 1987 27 décembre 1988                                      | 1989                                         | Takeshita Takeshita (remaniement) | Parti libéral-démocrate                                        |       |                                                |
| 83.  | Hiroshi Mitsuzuka  | 3 juin 1989                                                           | 1989                                         | Uno | Parti libéral-démocrate                                        |       |                                                |
| 84.  | Tarō Nakayama      | 10 août 1989 28 février 1990 29 décembre 1990                         | 1991                                         | Kaifu I Kaifu II Cabinet Kaifu II (remaniement)                                                                                          | Parti libéral-démocrate                                        |       |                                                |
| 85.  | Michio Watanabe    | 5 novembre 1991 12 décembre 1992                                      | 1993                                         | Miyazawa Miyazawa (remaniement) | Parti libéral-démocrate                                        |       |                                                |
| 86.  | Kabun Mutō         | 7 avril 1993                                                          | 1993                                         | Miyazawa (remaniement) | Parti libéral-démocrate                                        |       |                                                |
| 87.  | Tsutomu Hata       | 9 août 1993 28 avril 1994                                             | 1994                                         | Hosokawa Hata | Parti de la Renaissance                                        |       |                                                |
| 88.  | Kōji Kakizawa      | 28 avril 1994                                                         | 1994                                         | Hata | Parti libéral (Japon, 1994)                                    |       |                                                |
| 89.  | Yōhei Kōno         | 30 juin 1994 8 août 1995                                              | 1996                                         | Murayama Murayama (U.) | Parti libéral-démocrate                                        |       | Premier terme                                  |
| 90.  | Yukihiko Ikeda     | 11 janvier 1996 7 novembre 1996                                       | 1997                                         | Hashimoto I Hashimoto II | Parti libéral-démocrate                                        |       |                                                |
| 91.  | Keizō Obuchi       | 11 septembre 1997                                                     | 1998                                         | Hashimoto II (U.) | Parti libéral-démocrate                                        |       |                                                |
| 92.  | Kōmura Masahiko    | 30 juillet 1998 14 janvier 1999                                       | 1999                                         | Obuchi Cabinet Obuchi (1er remaniement)                                                                                                  | Parti libéral-démocrate                                        |       | Premier terme                                  |
| 93.  | Yōhei Kōno         | 5 octobre 1999 5 avril 2000 4 juillet 2000 5 décembre 2000            | 2001                                         | Cabinet Obuchi (2e remaniement) Mori I Mori II Cabinet Mori II (remaniement)                                                             | Parti libéral-démocrate                                        |       | Deuxième terme Troisième terme Quatrième terme |
| 94.  | Makiko Tanaka      | 24 juin 2001                                                          | 2002                                         | Koizumi I | Parti libéral-démocrate                                        |       |                                                |
| 95.  | Jun'ichirō Koizumi | 30 janvier 2002                                                       | 2002                                         | Koizumi I | Parti libéral-démocrate                                        |       |                                                |
| 96.  | Yoriko Kawaguchi   | 1er février 2002 30 septembre 2002 22 septembre 2003 19 novembre 2003 | 2004                                         | Koizumi I Cabinet Koizumi I (1er remaniement) Cabinet Koizumi I (2e remaniement) Koizumi II                                              | –                                                              |       |                                                |
| 97.  | Nobutaka Machimura | 27 septembre 2004 21 septembre 2005                                   | 2005                                         | Cabinet Koizumi II (remaniement) Koizumi III                                                                                             | Parti libéral-démocrate                                        |       | Premier terme Deuxième terme                   |
| 98.  | Tarō Asō           | 31 octobre 2005 26 septembre 2006                                     | 2007                                         | Koizumi III (remaniement) Abe I | Parti libéral-démocrate                                        |       |                                                |
| 99.  | Nobutaka Machimura | 27 août 2007                                                          | 2007                                         | Abe I (remaniement) | Parti libéral-démocrate                                        |       | Troisième terme                                |
| 100. | Masahiko Kōmura    | 26 septembre 2007 2 août 2008                                         | 2008                                         | Y. Fukuda Cabinet Yasuo Fukuda (remaniement)                                                                                             | Parti libéral-démocrate                                        |       | Deuxième terme                                 |
| 101. | Hirofumi Nakasone  | 24 septembre 2008                                                     | 2009                                         | Asō | Parti libéral-démocrate                                        |       |                                                |
| 102. | Katsuya Okada      | 16 septembre 2009 8 juin 2010                                         | 2010                                         | Hatoyama Kan | Parti démocrate                                                |       |                                                |
| 103. | Seiji Maehara      | 17 septembre 2010 14 janvier 2011                                     | 2011                                         | Cabinet Kan (1er remaniement) Cabinet Kan (2e remaniement)                                                                               | Parti démocrate                                                |       |                                                |
|      | Yukio Edano        | 7 mars 2011                                                           | 2011                                         | Kan (2e remaniement) | Parti démocrate                                                |       | Interim                                        |
| 104. | Takeaki Matsumoto  | 9 mars 2011                                                           | 2011                                         | Kan (2e remaniement) | Parti démocrate                                                |       |                                                |
| 105. | Kōichirō Genba     | 2 septembre 2011                                                      | 2012                                         | Noda Cabinet Noda (1er remaniement) Cabinet Noda (2e remaniement) Cabinet Noda (3e remaniement)                                          | Parti démocrate                                                |       |                                                |
| 106. | Fumio Kishida      | 26 décembre 2012                                                      | 3 août 2017                                  | Abe II | Parti libéral-démocrate                                        |       |                                                |
| 107  | Tarō Kōno          | 3 août 2017                                                           | 11 septembre 2019                            | Abe III et IV | Parti libéral-démocrate                                        |       |                                                |
| 108  | Toshimitsu Motegi  | 11 septembre 2019                                                     | 4 novembre 2021                              | Suga | Parti libéral-démocrate                                        |       |                                                |
| 109  | Fumio Kishida      | 4 novembre 2021                                                       | 10 novembre 2021                             | Kishida I | Parti libéral-démocrate                                        |       |                                                |
| 110  | Yoshimasa Hayashi  | 10 novembre 2021                                                      | 13 septembre 2023                            | Kishida II | Parti libéral-démocrate                                        |       |                                                |
| 111  | Yōko Kamikawa      | 13 septembre 2023                                                     | 1er octobre 2024                             | Kishida II (2e remaniement) | Parti libéral-démocrate                                        |       |                                                |
| 112  | Takeshi Iwaya      | 1er octobre 2024                                                      | en cours                                     | Ishiba | Parti libéral-démocrate                                        |       |                                                |

## Source de la traduction
- (de) Cet article est partiellement ou en totalité issu de l’article de Wikipédia en allemand intitulé « Liste der Außenminister Japans » (voir la liste des auteurs).